# علي إبراهيم (قرية)
علي إبراهيم هي قرية في مقاطعة أصفهان، إيران. يقدر عدد سكانها بـ 10 نسمة بحسب إحصاء 2016.